# Donna Shalala
Donna E. Shalala, född 14 februari 1941 i Cleveland, Ohio, USA, är en amerikansk demokratisk politiker och professor. Hon är rektor för University of Miami sedan 2001.

## Biografi
Båda hennes föräldrar var invandrare från Libanon. Hon är katolik. Hon avlade 1962 sin grundexamen vid Western College for Women (numera en del av Miami University i Oxford, Ohio). Hon avlade först sin master's och 1970 sin doktorsexamen vid Syracuse University. Hon var professor vid Teachers College vid Columbia University 1972-1979 och biträdande minister på bostadsdepartementet 1977-1980.
Shalala var rektor för Hunter College 1980-1987 och kansler för University of Wisconsin-Madison 1987-1993. Hon tjänstgjorde som USA:s hälsominister i president Bill Clintons administration från 1993 till 2001. 
År 2008 utnämndes hon till hedersdoktor vid Islands universitet.